# Wegneria speciosa
Wegneria speciosa är en fjärilsart som beskrevs av Edward Meyrick 1914. Wegneria speciosa ingår i släktet Wegneria och familjen äkta malar.
Artens utbredningsområde är Nigeria. Inga underarter finns listade i Catalogue of Life.